# 澤拉夫納冰川

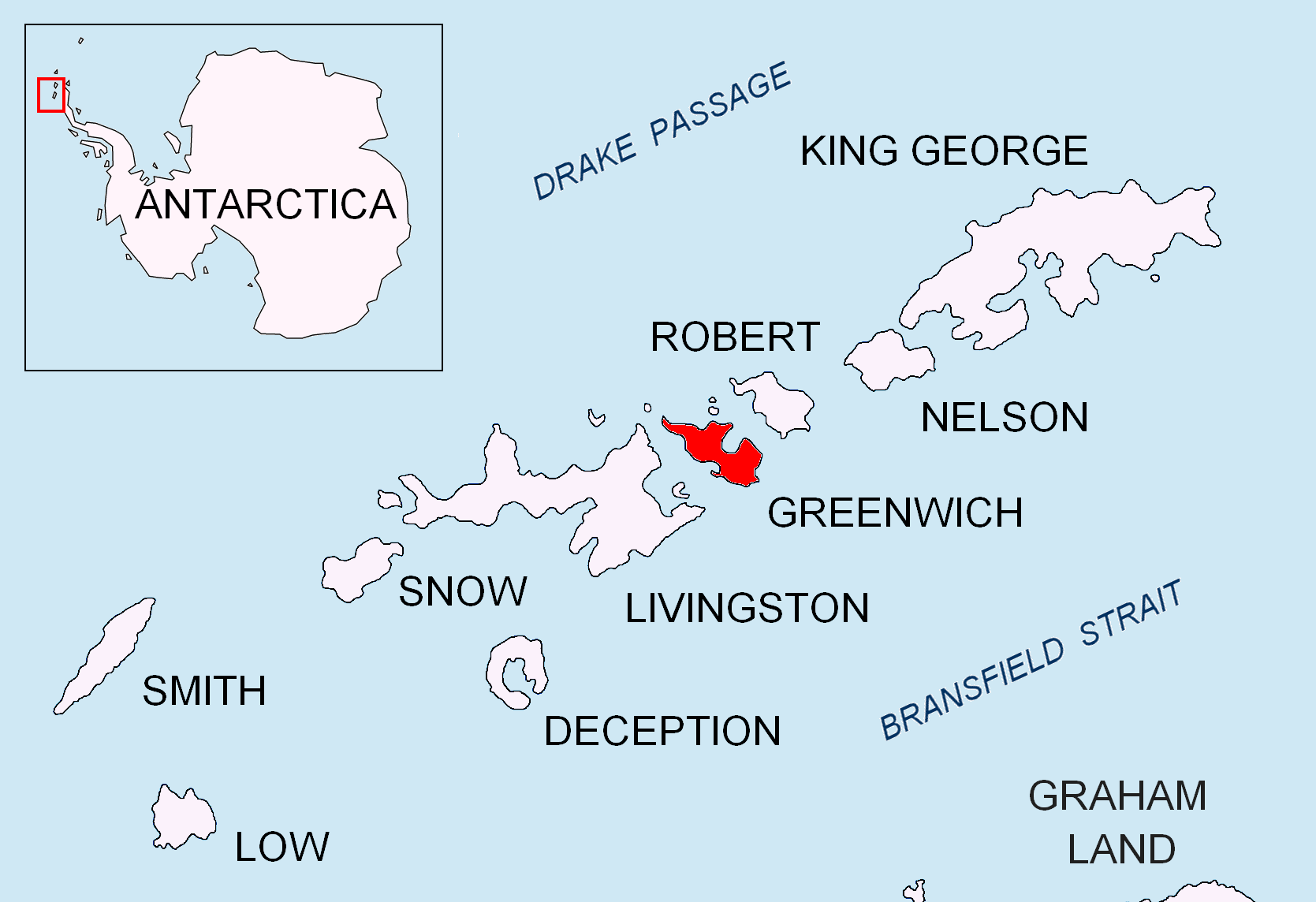

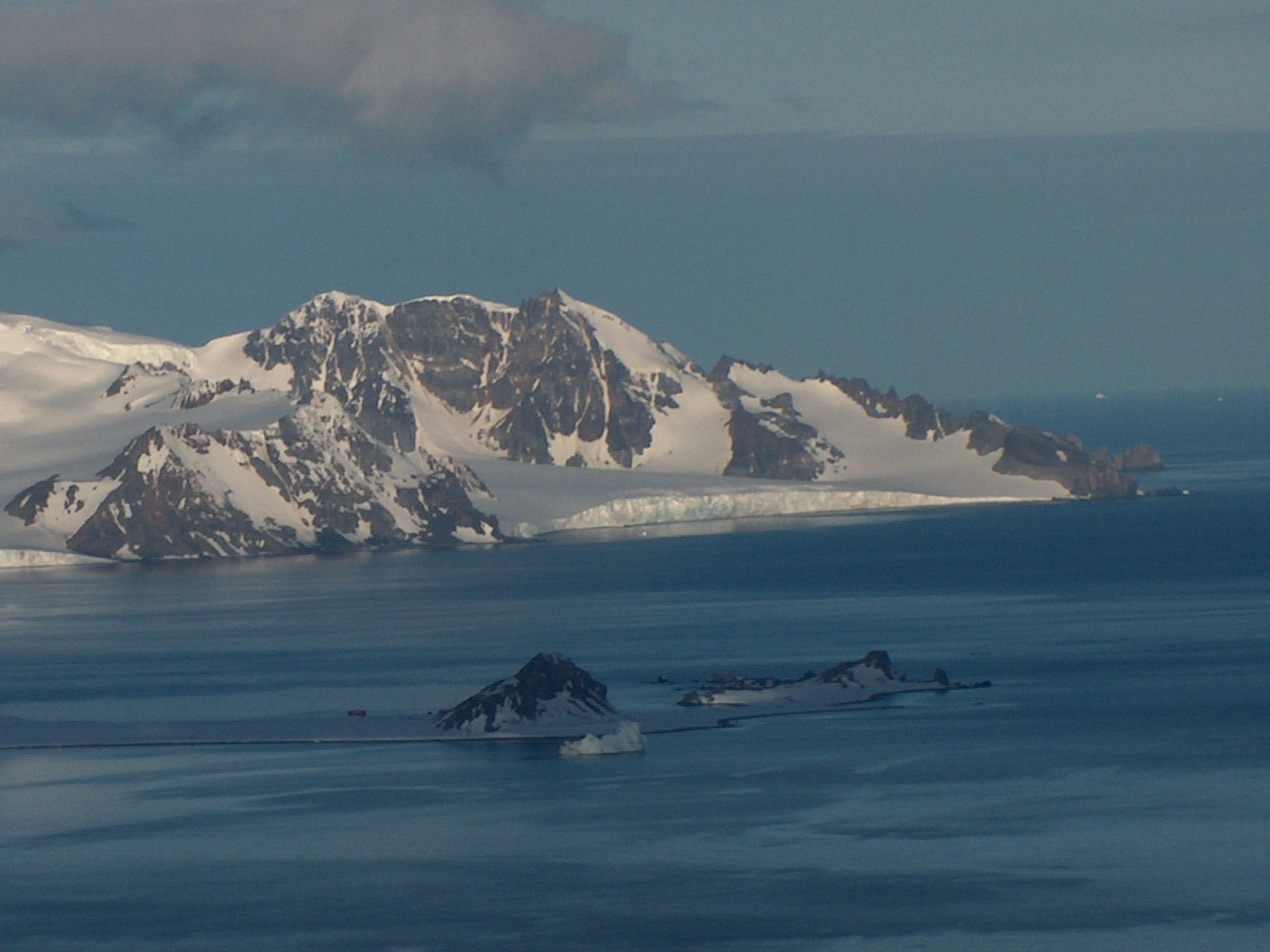

澤拉夫納冰川是南極洲的冰川，位於南設得蘭群島的利文斯頓島，東面是維斯基亞爾嶺，最終注入麥克法蘭海峽，該冰川以保加利亞的鄉鎮命名。
62°32′50″S 59°40′56″W / 62.54722°S 59.68222°W

## 外部連結
- SCAR Composite Antarctic Gazetteer（页面存档备份，存于）.